# Mikael Henck
Mikael Henck, född den 6 december 1667 i Stettin, död den 28 juli 1715, var en svensk sjömilitär.
Henck inträdde efter långvarig utländsk sjötjänst i svenska flottan, utmärkte sig vid flera tillfällen i striderna mot danskarna 1712, blev samma år adlad och befordrad till schoutbynacht, viceamiral 1714, amiral 1715 och stupade samma år i slaget vid Rügen.